# Atomic Betty (televisieserie)
Atomic Betty is een Canadees-Franse animatieserie, geproduceerd door Atomic Cartoons, Breakthrough Films & Television en Tele Images Kids. De serie werd oorspronkelijk van 29 augustus 2004 tot en met 29 januari 2008 uitgezonden. Atomic Betty telt drie seizoenen van samen 78 afleveringen, die elk zijn opgesplitst in twee subafleveringen.
In Nederland werd de serie in nagesynchroniseerde vorm uitgezonden op Jetix,wat nu Disney XD is.

## Productie
De serie werd grotendeels getekend met Adobe Flash, maar bevat ook invloeden van traditionele celanimatie zoals in oudere Hanna-Barbera cartoons zoals The Jetsons. Veel van de personages in de serie zijn gebaseerd op personages uit space opera’s zoals Flash Gordon.

## Verhaal
Het verhaal draait om Betty, een studente van Moose Jaw die houdt van school, sciencefiction, zingen met haar band en dagdromen over het verlaten van de aarde en leven in de ruimte. Wat haar vrienden en familie echter niet weten, is dat ze een dubbelleven leidt. Ze is namelijk ook een Galactic Guardian, een lid van een speciale politie-eenheid die de orde handhaaft in het universum. Ze wordt op haar missies bijgestaan door haar piloot Sparky (een buitenaards wezen) en de robot X-5. Haar grootste vijand is Maximus I.Q., maar ze bevecht ook andere superschurken.

## Andere media
- In 2005 verscheen een computerspel van de serie.
- Eveneens in 2005 verscheen een soundtrackalbum van de serie.
- Over de serie zijn meerdere boeken en strips verschenen.